# Коне (Де Севр)
Коне (фр. Caunay) насеље је и општина у западној Француској у региону Поату-Шарант, у департману Де Севр која припада префектури Ниор.
По подацима из 2011. године у општини је живело 173 становника, а густина насељености је износила 12,0 становника/km². Општина се простире на површини од 14,42 km². Налази се на средњој надморској висини од 153 метара (максималној 155 m, а минималној 128 m).

## Демографија
| 1962. | 1968. | 1975. | 1982. | 1990. | 1999. | 2011. |
| ----- | ----- | ----- | ----- | ----- | ----- | ----- |
| 219   | 221   | 206   | 191   | 190   | 173   | 173   |

График промене броја становника у току последњих година